# Fontaine-lès-Clercs
Fontaine-lès-Clercs es una comuna francesa situada en el departamento de Aisne, de la región de Alta Francia.

## Geografía
Fontaine-lès-Clercs está ubicada a orillas del río Somme, a 6 km al suroeste de San Quintín.

## Demografía
| 253 | 244 | 245 | 224 | 260 | 274 | 291 | 268 |
| Para los censos de 1962 a 1999 la población legal corresponde a la población sin duplicidades (Fuente: INSEE [Consultar]) |     |     |     |     |     |     |     |